# Impact de Montréal 2014
Questa voce raccoglie le informazioni riguardanti l'Impact de Montréal nelle competizioni ufficiali della stagione 2014.

## Stagione
Nel 2014 l'Impact disputa la ventunesima stagione della propria storia, la terza nella MLS, il massimo campionato calcistico di USA e Canada.
I canadesi cambiano nuovamente tecnico dopo l'addio di Marco Schällibaum, assumendo lo statunitense Frank Klopas con un contratto triennale. Oltre il ritiro del difensore italiano Nesta, si registra la cessione del capitano Davy Arnaud, che passa al DC United. Al suo posto la fascia viene assegnata a Patrice Bernier.
L'inizio della stagione non è positivo, i canadesi raccolgono una sola vittoria nelle prime undici giornate di campionato e così a circa un terzo della stagione si ritrovano all'ultimo posto della classifica generale. La dirigenza cerca quindi di arricchire la rosa già nel corso della stagione, con diversi acquisti e scambi di mercato. Fra questi si segnala l'attaccante McInerney, che riesce a dare un valore aggiunto alla squadra risultando il giocatore più prolifico della prima metà della stagione. Un primo riscatto per la squadra del Québec arriva nel mese di maggio nel Canadian Championship: l'Impact vince per il secondo anno di fila il massimo torneo canadese, superando in semifinale l'Edmonton (squadra della NASL), ed in finale i tradizionali rivali del Toronto. Grazie alla vittoria in questo trofeo i blu-bianco-neri si qualificano alla CONCACAF Champions League 2014-2015. I risultati in campionato restano però negativi, la squadra si conferma all'ultimo posto in classifica e ciò porta, a fine luglio, il presidente Saputo alla decisione di sollevare dal suo incarico il direttore sportivo Nick De Santis. Le sue funzioni vengono momentaneamente assegnate all'allenatore Klopas. Il 2 luglio l'Impact acquista l'attaccante argentino Ignacio Piatti, che diventa il secondo designated player del club dopo Marco Di Vaio. L'accordo prevede comunque che il giocatore resti nel club di provenienza, il San Lorenzo, fino all'ultimo giorno disponibile della finestra del mercato internazionale, in modo da consentirgli di giocare almeno la finale di andata della Coppa Libertadores 2014. Nonostante questo innesto la squadra termina il campionato all'ultimo posto in graduatoria.
Così come nella coppa nazionale, anche nella massima competizione continentale l'Impact trova maggiori motivazioni rispetto al campionato. I canadesi vengono inseriti nel gruppo 3 insieme al New York Red Bulls e ai salvadoregni del FAS, e conquistano tre vittorie nelle prime tre giornate. Il primo posto nel girone e la qualificazione arrivano il 24 settembre durante il turno di riposo, grazie a un pareggio fra le altre due avversarie. Nel raffronto fra le varie vincitrici dei gironi l'Impact si piazza al quarto posto del tabellone, nei quarti di finale che si disputeranno nel 2015 affronterà la squadra messicana del Pachuca.
Il 3 ottobre Marco Di Vaio annuncia il proprio ritiro al termine della stagione.

## Maglie e sponsor
Il fornitore tecnico, come per tutte le squadre della MLS, è l'Adidas. Per la stagione 2014 l'Impact conferma la seconda e la terza maglia della stagione precedente: la maglia di riserva è bianca con inserti azzurri, la terza è a strisce nere e azzurre come la divisa indossata dall'Impact nel primo match della sua storia nel 1993. Nuova invece la maglia principale, che semplifica il proprio disegno diventando completamente azzurra, con dei gigli impressi nella trama. Sui risvolti posteriori del colletto è stata inserita la frase "Toujours fidèles" come tributo agli ultras della squadra.
| 1ª divisa | 2ª divisa | 3ª divisa |

## Rosa
| N. |                        | Ruolo | Calciatore             |
| -- | ---------------------- | ----- | ---------------------- |
| 1  | Stati Uniti (bandiera) | P     | Troy Perkins           |
| 2  | Colombia (bandiera)    | D     | Nelson Rivas           |
| 3  | Stati Uniti (bandiera) | D     | Eric Miller            |
| 5  | Stati Uniti (bandiera) | D     | Jeb Brovsky            |
| 6  | Francia (bandiera)     | C     | Hassoun Camara         |
| 7  | Brasile (bandiera)     | C     | Felipe                 |
| 8  | Canada (bandiera)      | C     | Patrice Bernier (cap.) |
| 9  | Italia (bandiera)      | A     | Marco Di Vaio          |
| 10 | Argentina (bandiera)   | A     | Ignacio Piatti         |
| 11 | Gambia (bandiera)      | C     | Sanna Nyassi           |
| 11 | Stati Uniti (bandiera) | C     | Dilly Duka             |
| 13 | Italia (bandiera)      | D     | Matteo Ferrari         |
| 14 | Nigeria (bandiera)     | D     | Gege Soriola           |
| 15 | Argentina (bandiera)   | C     | Andrés Fabricio Romero |
| 16 | Scozia (bandiera)      | C     | Calum Mallace          |
| 17 | Canada (bandiera)      | A     | Issey Nakajima-Farran  |
| 18 | Stati Uniti (bandiera) | C     | Collen Warner          |
| 19 | Stati Uniti (bandiera) | C     | Blake Smith            |
| 21 | Stati Uniti (bandiera) | C     | Justin Mapp            |
| 22 | Haiti (bandiera)       | D     | Mechack Jérôme         |

| N. |                        | Ruolo | Calciatore             |
| -- | ---------------------- | ----- | ---------------------- |
| 23 | Argentina (bandiera)   | C     | Hernán Bernardello     |
| 23 | Polonia (bandiera)     | D     | Krzysztof Król         |
| 24 | Canada (bandiera)      | A     | Anthony Jackson-Hamel  |
| 25 | Ghana (bandiera)       | A     | James Bissue           |
| 26 | Spagna (bandiera)      | D     | Adrián López Rodríguez |
| 27 | Canada (bandiera)      | C     | Louis Béland-Goyette   |
| 28 | Canada (bandiera)      | C     | Jérémy Gagnon-Laparé   |
| 29 | Uruguay (bandiera)     | C     | Santiago González      |
| 30 | Stati Uniti (bandiera) | P     | Evan Bush              |
| 33 | Stati Uniti (bandiera) | A     | Andrew Wenger          |
| 33 | Spagna (bandiera)      | C     | Gorka Larrea García    |
| 34 | Canada (bandiera)      | D     | Karl Ouimette          |
| 40 | Canada (bandiera)      | P     | Maxime Crépeau         |
| 43 | Canada (bandiera)      | C     | Zakaria Messoudi       |
| 44 | Stati Uniti (bandiera) | D     | Heath Pearce           |
| 51 | Canada (bandiera)      | D     | Maxim Tissot           |
| 55 | Francia (bandiera)     | D     | Wandrille Lefèvre      |
| 98 | Gambia (bandiera)      | D     | Mamadou Danso          |
| 99 | Stati Uniti (bandiera) | A     | Jack McInerney         |

## Calciomercato

### Sessione invernale
| Acquisti | Acquisti            | Acquisti           | Acquisti         |
| R.       | Nome                | da                 | Modalità         |
| -------- | ------------------- | ------------------ | ---------------- |
| D        | Eric Miller         | Portland Timbers   | definitivo       |
| D        | Heath Pearce        | New York Red Bulls | definitivo       |
| C        | Santiago González   | Sud América        | definitivo       |
| C        | Calum Mallace       | Minnesota Utd      | rientro prestito |
| C        | Siniša Ubiparipović | Minnesota Utd      | rientro prestito |

| Cessioni | Cessioni              | Cessioni           | Cessioni      |
| R.       | Nome                  | a                  | Modalità      |
| -------- | --------------------- | ------------------ | ------------- |
| D        | Zarek Valentin        | Bodø/Glimt         | definitivo    |
| C        | Davy Arnaud           | D.C. United        | definitivo    |
| C        | Paolo Del Piccolo     |                    | svincolato    |
| C        | Andrea Pisanu         | Bologna            | fine prestito |
| C        | Maximiliano Rodriguez | Argentinos Juniors | fine prestito |
| C        | Siniša Ubiparipović   | Ottawa Fury        | definitivo    |
| A        | Daniele Paponi        | Bologna            | fine prestito |

### A stagione in corso
| Acquisti | Acquisti              | Acquisti             | Acquisti   |
| R.       | Nome                  | da                   | Modalità   |
| -------- | --------------------- | -------------------- | ---------- |
| D        | Mamadou Danso         | Portland Timbers     | definitivo |
| D        | Mechack Jérôme        | Sporting Kansas City | definitivo |
| D        | Krzysztof Król        | Piast Gliwice        | definitivo |
| D        | Gege Soriola          | Free State Stars     | definitivo |
| C        | Dilly Duka            | Chicago Fire         | definitivo |
| C        | Gorka Larrea García   | Numancia             | definitivo |
| A        | James Bissue          | Sekondi Eleven Wise  | definitivo |
| A        | Jack McInerney        | Philadelphia Union   | definitivo |
| A        | Issey Nakajima-Farran | Toronto              | definitivo |
| A        | Ignacio Piatti        | San Lorenzo          | definitivo |

| Cessioni | Cessioni           | Cessioni           | Cessioni   |
| R.       | Nome               | a                  | Modalità   |
| -------- | ------------------ | ------------------ | ---------- |
| D        | Jeb Brovsky        | New York City      | definitivo |
| D        | Mechack Jérôme     |                    | svincolato |
| D        | Nelson Rivas       |                    | svincolato |
| C        | Hernán Bernardello | Cruz Azul          | definitivo |
| C        | Santiago González  | Danubio            | prestito   |
| C        | Zakaria Messoudi   | Ottawa Fury        | prestito   |
| C        | Sanna Nyassi       | Chicago Fire       | definitivo |
| C        | Blake Smith        | Indy Eleven        | prestito   |
| C        | Collen Warner      | Toronto            | definitivo |
| A        | Andrew Wenger      | Philadelphia Union | definitivo |

## Risultati

### MLS
La MLS non adotta il sistema a due gironi, uno di andata e uno di ritorno, tipico in Europa per i campionati di calcio, ma un calendario di tipo sbilanciato. Nel 2014 l'Impact ha disputato solo una gara con le nove squadre della Western conference, tre gare con sette squadre della propria conference, e infine due gare con altre due squadre della propria conference (in questa stagione New York Red Bulls e Toronto FC).
| Arbitro: | J. Luna |

|                                 |           |                       |
| Castillo 16’ Perez 24’ Diaz 47’ | Marcatori | 10’ Nyassi 65’ Wenger |

| Arbitro: | Y. Reyes |

|           |           |  |
| Bruin 40’ | Marcatori |  |

| Arbitro: | A. Villareal |

|  |           |                               |
|  | Marcatori | 8’ (aut.) Perkins 58’ Martins |

| Arbitro: | E. Jurisevic |

|              |           |             |
| Nogueira 35’ | Marcatori | 80’ Di Vaio |

| Arbitro: | S. Petrescu |

|                      |           |                          |
| Romero 5’ Felipe 59’ | Marcatori | 31’ Steele 34’ Luyindula |

| Arbitro: | J.C. Rivero |

|               |           |              |
| McInerney 43’ | Marcatori | 54’ Amarikwa |

| Arbitro: | H. Grajeda |

|                                              |           |  |
| Mallace 31’ (aut.) Collin 71’ Dwyer 74’, 86’ | Marcatori |  |

| Arbitro: | B. Toledo |

|            |           |  |
| Felipe 14’ | Marcatori |  |

| Arbitro: | J. Marrufo |

|  |           |                                   |
|  | Marcatori | 18’ (rig.) 64’ Dwyer 34’ Nagamura |

| Arbitro: | S. Stoica |

|             |           |               |
| Johnson 84’ | Marcatori | 56’ McInerney |

| Arbitro: | C. Penso |

|                                           |           |            |
| Powers 5’ (rig.) 84’ Hill 54’ O'Neill 58’ | Marcatori | 88’ Romero |

| Arbitro: | S. Petrescu |

|                         |           |  |
| Romero 3’ McInerney 38’ | Marcatori |  |

| Arbitro: | M. Kadlecik |

|                          |           |                                       |
| McInerney 12’ Romero 21’ | Marcatori | 6’, 39’ 45+4’ (rig.) Silva 23’ DeLeon |

| Vancouver 25 giugno 2014 14ª giornata | Vancouver Whitecaps | 0 – 0 referto | Montréal Impact | BC Place\| Arbitro: \| D. Fischer \| |
| Arbitro:                              | D. Fischer          |               |                 |                                      |

| Arbitro: | J.C. Rivero |

|                                |           |  |
| McInerney 41’, 75’ Di Vaio 79’ | Marcatori |  |

| Arbitro: | J. Guzman |

|              |           |  |
| Torres 90+4’ | Marcatori |  |

| Arbitro: | H. Grajeda |

|             |           |               |
| Di Vaio 28’ | Marcatori | 4’, 89’ Dwyer |

| Arbitro: | D. Gantar |

|               |           |             |
| Anor 56’, 75’ | Marcatori | 35’ Di Vaio |

| Arbitro: | D. Fischer |

|                                 |           |            |
| Mulholland 3’ García 70’, 90+3’ | Marcatori | 31’ Camara |

| Arbitro: | S. Petrescu |

|                       |           |                                          |
| Romero 13’ Tissot 44’ | Marcatori | 34’ Urruti 40’ (rig.) Johnson 82’ Valeri |

| Arbitro: | A. Villarreal |

|  |           |                        |
|  | Marcatori | 11’ Gilberto 54’ Moore |

| Arbitro: | F. Bazakos |

|                  |           |            |
| Le Toux 12’, 63’ | Marcatori | 79’ Tissot |

| Arbitro: | K. Stott |

|             |           |  |
| Di Vaio 84’ | Marcatori |  |

| Arbitro: | S. Stoica |

|                                         |           |                     |
| Henry 53’, 67’ Wright-Phillips 74’, 90’ | Marcatori | 37’ Duka 79’ Romero |

| Arbitro: | J. Guzman |

|                   |           |  |
| Piatti 40’, 90+5’ | Marcatori |  |

| Arbitro: | F. Bazakos |

|                           |           |                     |
| Barnes 30’, 62’ Clark 65’ | Marcatori | 40’ Duka 55’ Piatti |

| Arbitro: | H. Grajeda |

|                        |           |                       |
| Di Vaio 28’ Piatti 43’ | Marcatori | 59’ Zardes 64’ Gordon |

| Arbitro: | A. Kelly |

|                     |           |             |
| Rowe 23’ Nguyen 25’ | Marcatori | 13’ Mallace |

| Arbitro: | D. Fitzgerald |

|                        |           |  |
| McInerney 81’ Duka 88’ | Marcatori |  |

| Arbitro: | S. Stoica |

|                              |           |  |
| Finlay 2’ Higuaín 58’ (rig.) | Marcatori |  |

| Bridgeview 5 ottobre 2014 31ª giornata | Chicago Fire | 0 – 0 referto | Montréal Impact | Toyota Park\| Arbitro: \| M. Geiger \| |
| Arbitro:                               | M. Geiger    |               |                 |                                        |

| Arbitro: | A. Villareal |

|                  |           |                     |
| Di Vaio 12’, 39’ | Marcatori | 16’ Rowe 69’ Nguyen |

| Arbitro: | B. Toledo |

|               |           |            |
| Creavalle 20’ | Marcatori | 39’ Felipe |

| Arbitro: | S. Petrescu |

|             |           |               |
| Di Vaio 26’ | Marcatori | 86’ Espíndola |

### Canadian Championship
| Arbitro: | S. Petrescu |

|                        |           |               |
| Ameobi 60’ Nonni 90+1’ | Marcatori | 56’ McInerney |

| Arbitro: | D. Fisher |

|                                                     |           |                      |
| McInerney 10’, 17’ Brovsky 47’ Bernier 90+7’ (rig.) | Marcatori | 67’ 70’ (rig.) Jonke |

| Arbitro: | S. Petrescu |

|           |           |          |
| Henry 20’ | Marcatori | 73’ Mapp |

| Arbitro: | D. Gantar |

|              |           |  |
| Felipe 90+1’ | Marcatori |  |

### Champions League
| Arbitro: | H. Cruz Alvarado |

|             |           |  |
| Di Vaio 21’ | Marcatori |  |

| Arbitro: | P. Delgadillo |

|                             |           |                                 |
| Moran 33’ Teruel 51’ (rig.) | Marcatori | 7’ Romero 8’ 60’ (rig.) DI Vaio |

| Arbitro: | N. Brizan |

|             |           |  |
| Di Vaio 16’ | Marcatori |  |

| Arbitro: | H. Rodríguez |

|          |           |               |
| Lade 85’ | Marcatori | 71’ McInerney |

## Statistiche

### Statistiche di squadra
| Competizione          | Punti | In casa | In casa | In casa | In casa | In casa | In casa | In trasferta | In trasferta | In trasferta | In trasferta | In trasferta | In trasferta | Totale | Totale | Totale | Totale | Totale | Totale |
| Competizione          | Punti | G       | V       | N       | P       | Gf      | Gs      | G            | V            | N            | P            | Gf           | Gs           | G      | V      | N      | P      | Gf     | Gs     |
| --------------------- | ----- | ------- | ------- | ------- | ------- | ------- | ------- | ------------ | ------------ | ------------ | ------------ | ------------ | ------------ | ------ | ------ | ------ | ------ | ------ | ------ |
| MLS                   | 28    | 17      | 6       | 5       | 6       | 24      | 24      | 17           | 0            | 5            | 12           | 14           | 34           | 34     | 6      | 10     | 18     | 38     | 58     |
| Canadian Championship |       | 2       | 2       | 0       | 0       | 5       | 2       | 2            | 0            | 1            | 1            | 2            | 3            | 4      | 2      | 1      | 1      | 7      | 5      |
| Champions League      |       | 2       | 2       | 0       | 0       | 2       | 0       | 2            | 1            | 1            | 0            | 4            | 3            | 4      | 3      | 1      | 0      | 6      | 3      |
| Totale                |       | 21      | 10      | 5       | 6       | 31      | 26      | 21           | 1            | 7            | 13           | 20           | 40           | 42     | 11     | 12     | 19     | 51     | 66     |

### Statistiche dei giocatori
| Giocatore          | MLS      | MLS  | MLS         | MLS        | Canadian Championship | Canadian Championship | Canadian Championship | Canadian Championship | Champions League | Champions League | Champions League | Champions League | Totale   | Totale | Totale      | Totale     |
| Giocatore          | Presenze | Reti | Ammonizioni | Espulsioni | Presenze              | Reti                  | Ammonizioni           | Espulsioni            | Presenze         | Reti             | Ammonizioni      | Espulsioni       | Presenze | Reti   | Ammonizioni | Espulsioni |
| ------------------ | -------- | ---- | ----------- | ---------- | --------------------- | --------------------- | --------------------- | --------------------- | ---------------- | ---------------- | ---------------- | ---------------- | -------- | ------ | ----------- | ---------- |
| L. Béland-Goyette  | 1        | 0    | -           | -          | 0                     | 0                     | -                     | -                     | 0                | 0                | -                | -                | 1        | 0      | -           | -          |
| H. Bernardello     | 10       | 0    | 3           | -          | 4                     | 0                     | 1                     | -                     | 0                | 0                | -                | -                | 14       | 0      | 4           | -          |
| P. Bernier         | 26       | 0    | 2           | -          | 4                     | 1                     | -                     | -                     | 3                | 0                | -                | -                | 33       | 1      | 2           | -          |
| J. Bissue          | 0        | 0    | -           | -          | 0                     | 0                     | -                     | -                     | 0                | 0                | -                | -                | 0        | 0      | -           | -          |
| J. Brovsky         | 7        | 0    | 1           | -          | 1                     | 1                     | -                     | -                     | 0                | 0                | -                | -                | 8        | 1      | 1           | -          |
| E. Bush            | 13       | 0    | 2           | -          | 4                     | 0                     | -                     | -                     | 4                | 0                | -                | -                | 21       | 0      | 2           | -          |
| H. Camara          | 28       | 1    | 12          | 1          | 4                     | 0                     | 1                     | -                     | 3                | 0                | -                | 1                | 35       | 1      | 13          | 2          |
| M. Crépeau         | 0        | 0    | -           | -          | 0                     | 0                     | -                     | -                     | 0                | 0                | -                | -                | 0        | 0      | -           | -          |
| M. Danso           | 3        | 0    | -           | -          | 0                     | 0                     | -                     | -                     | 0                | 0                | -                | -                | 3        | 0      | -           | -          |
| M. Di Vaio         | 26       | 9    | 1           | -          | 2                     | 0                     | -                     | -                     | 3                | 4                | 2                | -                | 31       | 13     | 3           | -          |
| D. Duka            | 14       | 3    | -           | -          | 0                     | 0                     | -                     | -                     | 4                | 0                | -                | -                | 18       | 3      | -           | -          |
| Felipe             | 31       | 3    | 5           | -          | 3                     | 1                     | 1                     | -                     | 3                | 0                | 2                | 1                | 37       | 4      | 8           | 1          |
| M. Ferrari         | 25       | 0    | 4           | -          | 0                     | 0                     | -                     | -                     | 4                | 0                | 2                | -                | 29       | 0      | 6           | -          |
| J. Gagnon-Laparé   | 5        | 0    | 1           | -          | 1                     | 0                     | -                     | -                     | 2                | 0                | 1                | -                | 8        | 0      | 2           | -          |
| S. González        | 9        | 0    | -           | -          | 2                     | 0                     | -                     | -                     | 0                | 0                | -                | -                | 11       | 0      | -           | -          |
| A. Jackson-Hamel   | 4        | 0    | -           | -          | 0                     | 0                     | -                     | -                     | 1                | 0                | -                | -                | 5        | 0      | -           | -          |
| K. Król            | 12       | 0    | 4           | 1          | 0                     | 0                     | -                     | -                     | 3                | 0                | 2                | -                | 15       | 0      | 6           | 1          |
| G. Larrea          | 9        | 0    | 2           | -          | 0                     | 0                     | -                     | -                     | 1                | 0                | 1                | -                | 10       | 0      | 3           | -          |
| W. Lefèvre         | 15       | 0    | 3           | -          | 2                     | 0                     | 1                     | -                     | 3                | 0                | -                | -                | 20       | 0      | 4           | -          |
| A. Lopez Rodriguez | 0        | 0    | -           | -          | 0                     | 0                     | -                     | -                     | 0                | 0                | -                | -                | 0        | 0      | -           | -          |
| C. Mallace         | 23       | 1    | 3           | -          | 3                     | 0                     | -                     | -                     | 3                | 0                | -                | -                | 29       | 1      | 3           | -          |
| J. Mapp            | 23       | 0    | 1           | -          | 3                     | 1                     | -                     | -                     | 1                | 0                | -                | -                | 27       | 1      | 1           | -          |
| J. McInerney       | 26       | 7    | -           | -          | 4                     | 3                     | -                     | -                     | 2                | 1                | -                | -                | 32       | 11     | -           | -          |
| Z. Messoudi        | 0        | 0    | -           | -          | 0                     | 0                     | -                     | -                     | 0                | 0                | -                | -                | 0        | 0      | -           | -          |
| E. Miller          | 21       | 0    | -           | -          | 0                     | 0                     | -                     | -                     | 1                | 0                | -                | -                | 22       | 0      | -           | -          |
| I. Nakajima-Farran | 13       | 0    | -           | 1          | 0                     | 0                     | -                     | -                     | 2                | 0                | 1                | -                | 15       | 0      | 1           | 1          |
| S. Nyassi          | 4        | 1    | 1           | -          | 2                     | 0                     | -                     | -                     | 0                | 0                | -                | -                | 6        | 1      | 1           | -          |
| K. Ouimette        | 11       | 0    | 3           | -          | 4                     | 0                     | -                     | -                     | 2                | 0                | -                | -                | 17       | 0      | 3           | -          |
| H. Pearce          | 23       | 0    | -           | 1          | 4                     | 0                     | 1                     | -                     | 2                | 0                | -                | -                | 29       | 0      | 1           | 1          |
| T. Perkins         | 21       | 0    | -           | -          | 0                     | 0                     | -                     | -                     | 0                | 0                | -                | -                | 21       | 0      | -           | -          |
| I. Piatti          | 6        | 4    | 2           | -          | 0                     | 0                     | -                     | -                     | 2                | 0                | -                | -                | 8        | 4      | 2           | -          |
| N. Rivas           | 0        | 0    | -           | -          | 1                     | 0                     | -                     | -                     | 0                | 0                | -                | -                | 1        | 0      | -           | -          |
| A.F. Romero        | 29       | 6    | 3           | -          | 3                     | 0                     | -                     | -                     | 4                | 1                | 1                | -                | 36       | 7      | 4           | -          |
| B. Smith           | 3        | 0    | -           | -          | 1                     | 0                     | -                     | -                     | 0                | 0                | -                | -                | 4        | 0      | -           | -          |
| G. Soriola         | 0        | 0    | -           | -          | 0                     | 0                     | -                     | -                     | 0                | 0                | -                | -                | 0        | 0      | -           | -          |
| M. Tissot          | 20       | 2    | 2           | -          | 3                     | 0                     | -                     | -                     | 3                | 0                | -                | -                | 26       | 2      | 2           | -          |
| C. Warner          | 9        | 0    | -           | 1          | 1                     | 0                     | -                     | -                     | 0                | 0                | -                | -                | 10       | 0      | -           | 1          |
| A. Wenger          | 4        | 1    | -           | 1          | 0                     | 0                     | -                     | -                     | 0                | 0                | -                | -                | 4        | 1      | -           | 1          |

## Giovanili
A partire dalla stagione 2014 la rappresentativa under 21 dell'Impact diventa under 23, e si iscrive alla USL Premier Development League.
- Under 23: 4° nella northeast division della eastern conference dell'USL Premier Development League 2014
- Under 18: 3° nella northeast division della east conference del campionato USSDA 2013-2014. Vince la finale per il terzo posto dei play-off[14]
- Under 16: 2° nella northeast division della east conference del campionato USSDA 2013-2014. 2° nel gruppo B dei play-off